# Bezirk Biała
Bezirk Biała – dawny powiat (Bezirk) kraju koronnego Królestwo Galicji i Lodomerii, funkcjonujący w latach 1854–1867. Siedzibą starostwa było miasto Biała.

## Historia
Bezirk Biała utworzono w ramach reformy uwłaszczeniowej z okresu Wiosny Ludów (1848–1849), która likwidowała jurysdykcję właściciela ziemskiego nad poddanymi. W Galicji, dominium – jako podstawowa jednostka administracyjna i filar systemu feudalnego straciło rację bytu. Konieczne stało się zatem wprowadzenie nowego systemu administracyjnego, którego zręby powstały w latach 1851–1855. Nowy trójstopniowy podział administracyjny objął 21 cyrkułów (niem. Kreise), 179 małych powiatów (niem. Bezirke) i ponad 6000 gmin (niem. Gemeinde).
Bezirk Biała objął obszar o wielkości 4,1 mil², zamieszkany przez 26.890 ludzi i podzielony na 31 gmin katastralnych, w tym miasto Biała. Wszedł w skład cyrkułu wadowickiego, jako jeden z jego trzynastu powiatów ziemskich. Od północy powiat graniczył z Królestwem Prus a od zachodu ze Śląskiem Austriackim, stanowiącym kraj koronny Cesarstwa Austrii. 1 maja 1860 zniesiono cyrkuł wadowicki, a jego cały obszar włączono do cyrkułu krakowskiego.
Po nadaniu Galicji autonomii oraz powołaniu samorządu gminnego i powiatowego w 1865 zlikwidowano cyrkuły (Kreise). Dotychczasowe małe powiaty (Bezirke) w liczbie 179, utrzymały się do 1867 roku, kiedy to w następstwie kolejnej reformy administracyjnej (23 stycznia 1867) zostały zastąpione przez 74 większe powiaty. Jednym z tych nowych powiatów był powiat bialski, w skład którego wszedł m.in. w całości zniesiony Bezirk Biała. 1 sierpnia 1878 częściowo zmieniono granice powiatu bialskiego, włączając trzy gminy dawnego Bezirk Biała do powiatu żywieckiego.

## Podział administracyjny (1854)
| Lp. | Gmina jednostkowa                    | Powierzchnia | Ludność | Powiat w 1867 po zniesieniu |
| --- | ------------------------------------ | ------------ | ------- | --------------------------- |
| 1   | Biała (M)                            | 86           | 4175    | bialski                     |
| 2   | Lipnik Vorstadt von Biała            | 3606         | 834     | bialski                     |
| 3   | Bestwina                             | 2356         | 1350    | bialski                     |
| 4   | Bestwinka                            | 1264         | 605     | bialski                     |
| 5   | Dankowice                            | 1978         | 750     | bialski                     |
| 6   | Janowice                             | 1229         | 760     | bialski                     |
| 7   | Kaniów Stary, Dańkowski i Bestwiński | 1704         | 1126    | bialski                     |
| 8   | Komorowice                           | 1926         | 974     | bialski                     |
| 9   | Bark                                 | 1926         | 230     | bialski                     |
| 10  | Lipnik z Leszczynami                 | [ 8 ]        | 3353    | bialski                     |
| 11  | Międzybrodzie ad Lipnik              | 3155         | 1438    | bialski                     |
| 12  | Straconka                            | 2244         | 932     | bialski                     |
| 13  | Hałcnów                              | 1720         | 1777    | bialski                     |
| 14  | Bierna                               | 586          | 190     | bialski                     |
| 15  | Bór Łodygowski                       | 586          | 80      | bialski                     |
| 16  | Godziska Nowa                        | 548          | 237     | bialski                     |
| 17  | Godziska Stara                       | 548          | 260     | bialski                     |
| 18  | Godziska Wilkowska                   | 548          | 142     | bialski                     |
| 19  | Glemieniec                           | [ 10 ]       | 70      | bialski                     |
| 20  | Hucisko                              | 324          | 242     | bialski                     |
| 21  | Kalna                                | 143          | 296     | bialski                     |
| 22  | Łodygowice                           | 3379         | 1345    | bialski                     |
| 23  | Salmopol                             | 6788         | 157     | bialski                     |
| 24  | Szczyrk                              | 6788         | 1570    | bialski                     |
| 25  | Buczkowice                           | 1135         | 790     | bialski                     |
| 26  | Bystra                               | 1471         | 489     | bialski                     |
| 27  | Meszna                               | 320          | 204     | bialski                     |
| 28  | Mikuszowice                          | 663          | 407     | bialski                     |
| 29  | Rybarzowice                          | 1538         | 787     | bialski                     |
| 30  | Wilkowice                            | 2421         | 1231    | bialski                     |
| 31  | Bór Wilkowski                        | 2421         | 89      | bialski                     |

Objaśnienie:
(M) = miasto; (m) = miasteczko